# Сухий душ
Сухий душ (одноразовий душ, військовий душ) — це портативний гігієнічний засіб, що містить речовину, яка добре милиться та не потребує змивання. Польовий душ зазвичай складається з одноразового рушника та м’якої губки, на яку вже нанесений гіпоалергенний дезінфекційний гель.
Для прийняття душу треба додати невелику кількість води на губку та обробити шкіру. Після обробки губкою і гелем шкірного покриву достатньо витертись насухо рушником, немає потреби полоскатися чи використовувати інші засоби.
Губка, яка зазвичай складається з фібротканини, має масажний ефект, що запобігає розвитку пролежнів та стимулює кровообіг. Одноразові засоби гігієни, як сухий душ, допомагають зупинити розвиток і розповсюдження інфекцій в закритому середовищі.